# Deux poèmes de Paul Verlaine op. 9
Deux Poèmes de Paul Verlaine sono due composizioni di Igor' Fëdorovič Stravinskij  per baritono e pianoforte scritte nel 1910, trascritte poi nel 1952 nella versione per baritono e orchestra.

## Storia
All'inizio dell'estate del 1910, terminate le rappresentazioni de L'uccello di fuoco a Parigi, Stravinskij decise di prendersi una breve vacanza al mare e si recò con la famiglia sulle rive dell'Atlantico a La Baule; qui, nel mese di luglio, compose due canti su poesie di Paul Verlaine, Un grand sommeil noir tratto dalla raccolta Sagesse e La lune blanche tratto da La Bonne Chanson. L'opera, l'ultima di Stravinskij recante il numero d'opus, il nove, fu dedicata dal compositore al fratello Gurij, valente baritono; un grande rammarico del musicista fu il fatto che il fratello non poté mai eseguire in pubblico questa composizione poiché morì di tifo nel 1917 a soli 33 anni. La prima esecuzione dell'opera in versione per voce e pianoforte avvenne il 13 gennaio 1911 a San Pietroburgo. Già nel mese di luglio del 1910 il musicista iniziò a realizzare una trascrizione dei due brani per baritono e orchestra, lavoro che riprese nel 1914 e terminò a Hollywood solo nel 1952.

## Fonte
I testi dei due poemi sono tratti da raccolte del poeta francese Paul Verlaine, autore molto amato dai musicisti, in particolare da Claude Debussy, per la dolcezza e la cantabilità dei suoi versi. Gabriel Fauré nel 1892 aveva utilizzato la lirica La lune blanche nel suo ciclo di melodie La Bonne chanson. La prima poesia musicata da Stravinskij è Un grand sommeil noir tratto dalla raccolta Sagesse del 1880, scritta in gran parte da Verlaine durante un periodo buio della sua vita, mentre era recluso e riflette la perdita della speranza e dell'interesse alla vita. L'altro brano, La lune blanche, precedente come datazione, il 1870, fa parte de La Bonne chanson e ci racconta di un poeta ancora pervaso da sentimenti ed emozioni che, con la musicalità dei suoi versi, descrive la natura in modo semplice e lirico.

## Testi
- Un grand sommeil noir (Largo assai)

  Un grand sommeil noir

  Tombe sur ma vie:

  Dormez, tout espoir,

  Dormez tout envie!

  Je ne vois plus rien, 

  Je perds la mémoire, 

  Du mal et du bien...

  O la triste histoire!

  Je suis un berceau...

  Qu'une main balance

  Au creux d'un caveau...

  Silence, silence.
- La lune blanche (Tranquillo assai)

   La lune blanche

   Luit dans le bois;

   De chaque branche

   Part une voix

   Sous la ramée...

   O bien aimée.

   L'étang reflète

   Profond miroir

   La silhouette

   De saule noir,

   Où le vent pleure.

   Rêvons: c'est l'heure.

   Un vaste et tendre

   Apaisement

   Semble descendre

   Du firmament,

   Que l'astre irise.

   C'est l'heure exquise.

## Analisi
Questi due brani sono i primi testi in francese musicati da Stravinskij prima di Perséphone nel 1934. Riflettono  per molti aspetti, nella cantabilità della melodia, lenta e fluente, la musica francese dell'epoca, in particolare Debussy; a questo compositore Stravinskij doveva molto, come egli stesso confessò più volte.  L'avvicinamento al mondo francese, poetico e musicale, segna anche, nel contempo, l'ultimo lavoro in cui il musicista si rifà a un ambito stilistico senza riuscire a modellarlo e modificarlo secondo la propria spiccata personalità come avverrà molte volte in futuro. L'atteggiamento di Stravinskij in questi brani è inoltre lontano dal mondo poetico di Verlaine, mondo d'altra parte piuttosto estraneo a uno spirito profondamente russo come era quello del compositore. Bisogna inoltre sottolineare il fatto che l'interesse del musicista andava soprattutto al suono delle sillabe e alla musicalità dei versi, indipendentemente dal significato delle frasi poetiche, così che l'incanto di una notte di luna o la disperazione di un uomo che ha perduto ogni speranza non trovano sensazioni corrispondenti nella musica stravinskiana .

## Organico
Dopo aver scritto la prima versione per pianoforte e voce, Stravinskij si rese conto che la complessità coloristica del suo lavoro era più adatta a una formazione strumentale, così, già dal 1910, iniziò a realizzare la versione per baritono, due flauti, due clarinetti, due corni in fa, primi e secondi violini, viole, violoncelli e contrabbassi.